# きょうのキラ君
『きょうのキラ君』（きょうのキラくん）は、みきもと凜による日本の漫画。『別冊フレンド』（講談社）2011年10月号から2014年9月号まで連載された。

## 登場人物
岡村ニノン（おかむら ニノン/ニノ）
主人公で高校1年生。母親がハーフで本人はクォーターである。
吉良ゆいじ（きら ゆいじ/キラ）
ニノの家の隣に住む美男子。
オカメ先生
ニノの肩に乗っかっている人の言葉を理解する雄のインコ。関西弁を話す。
矢部（やべ）
キラを脅した際、ニノにジャージに虹を描かれた。キラが好き。初めはニノをあまりよく思っていなかったが、段々とニノのことも友達として好きになっていった。

## 書誌情報

### 漫画
- みきもと凜 『きょうのキラ君』 講談社〈講談社コミックス別冊フレンド〉、全9巻
  1. 2012年1月13日発売、ISBN 978-4-06-341780-7
  2. 2012年4月13日発売、ISBN 978-4-06-341794-4
  3. 2012年9月13日発売、ISBN 978-4-06-341818-7
  4. 2013年1月11日発売、ISBN 978-4-06-341838-5
  5. 2013年4月12日発売、ISBN 978-4-06-341852-1
  6. 2013年9月13日発売、ISBN 978-4-06-341877-4
  7. 2014年1月10日発売、ISBN 978-4-06-341894-1
  8. 2014年5月13日発売、ISBN 978-4-06-341917-7
  9. 2014年10月10日発売、ISBN 978-4-06-341944-3

### 小説
- 原作：みきもと凜、脚本：中川千英子、脚本協力：松田裕子、著者：時海結以 『小説 映画 きょうのキラ君』 講談社 〈講談社KK文庫〉、全1巻
  1. 2017年1月27日発売、ISBN 978-4-06-199590-1

## 映画
2017年2月25日公開。主演は中川大志。

### キャスト
吉良ゆいじ （キラ）
演 - 中川大志
岡村ニノン （ニノ）
演 - 飯豊まりえ
矢部和弘
演 - 葉山奨之
矢作澪
演 - 平祐奈
ニノの父親
演 - 安田顕
岡村かのん
演 - 三浦理恵子
キラの父親
演 - 岡田浩暉
英語教師
演 - 川上洋平（［Alexandros］）　※ カメオ出演
家庭科教師
演 - テット・ワダ　
オカメ先生
演 - 高橋茂雄（サバンナ） ※ 声の出演 

### スタッフ
- 原作 - みきもと凜『きょうのキラ君』（講談社「別冊フレンド」刊）
- 監督 - 川村泰祐
- 脚本 - 中川千英子
- 脚本協力 - 松田裕子
- 音楽 - 富貴晴美
- 主題歌 -  ［Alexandros］「今まで君が泣いた分取り戻そう」（UNIVERSAL J / RX-RECORDS）[4]
- 製作 - 岡田美穂、村田嘉邦、三宅容介、寺島ヨシキ、鈴木伸育、東城祐司
- エグゼクティブプロデューサー - 重松圭一
- 企画・プロデュース - 中畠義之、木村元子
- プロデューサー - 大畑利久、布施等
- ラインプロデューサー - 渡辺和昌
- アソシエイトプロデューサー - 宮城希
- 撮影 - 金澤賢昌
- 照明 - 長谷川誠
- 録音 - 小松将人
- 映像 - 山下輝良
- 編集 - 森下博昭
- 音響効果 - 柴崎憲治
- VFXスーパーバイザー - 鹿角剛
- スクリプター - 中田秀子
- 装飾 - 山森悠子
- 衣装 - 井出珠美
- ヘアメイク - 小出みさ
- 助監督 - 吉田和弘
- 制作担当 - 奥泰典
- 配給 - ショウゲート
- 制作プロダクション - メディアミックス・ジャパン
- 製作 - 『きょうのキラ君』製作委員会（関西テレビ放送、博報堂DYミュージック&ピクチャーズ、ポニーキャニオン、エイベックス・ピクチャーズ、講談社、メディアミックス・ジャパン）

### 映像ソフト
DVD
- 『きょうのキラ君 DVD』エイベックス・ピクチャーズ、2017年8月18日発売、PCBE-55741
- 『きょうのキラ君 DVDスペシャル・エディション』エイベックス・ピクチャーズ、2017年8月18日発売、PCBE-55740

Blu-ray
- 『きょうのキラ君 Blu-rayスペシャル・エディション』エイベックス・ピクチャーズ、2017年8月18日発売、PCXE-50762